# 2008年度世界長者番付
2008年度世界長者番付（にせんはちねんどせかいちょうじゃばんづけ）は、2008年に発表された、フォーブスの調査による世界の長者番付である。

## 上位20人
- 001.ウォーレン・バフェット （620億ドル  アメリカ合衆国 バークシャー・ハサウェイ/投資）
- 002.カルロス・スリム・ヘル （600億ドル  メキシコ テルメックス他）
- 003.ビル・ゲイツ （580億ドル  アメリカ合衆国 マイクロソフト）
- 004.ラクシュミ・ミタル （450億ドル  インド ミタルスチール）
- 005.ムケシュ・アンバニ （430億ドル  インド リライアンス・インダストリーズ）
- 006.アニル・アンバニ (en)   （420億ドル  インド アニール・ディルバイ・アンバニグループ）
- 007.リナト・アフメトフ  (en) （311億ドル  ウクライナ SCMホールディングス）
- 008.イングヴァル・カンプラード （310億ドル  スウェーデン イケア）
- 009.クシャル・パル・シン  (en) （300億ドル  インド DLFグループ）
- 010.オレグ・デリパスカ （280億ドル  ロシア ルサール）
- 011.カール・アルブレヒト （270億ドル  ドイツ アルディ）
- 012.李嘉誠 （265億ドル  香港 長江実業、ハチソン・ワンポア）
- 013.シェルドン・アデルソン （260億ドル  アメリカ合衆国 ラスベガス・サンズ）
- 014.ベルナール・アルノー （255億ドル  フランス LVMH）
- 015.ラリー・エリソン （250億ドル  アメリカ合衆国 オラクル）
- 016.ロマン・アブラモヴィッチ （235億ドル  ロシア ミルハウス・キャピタル）
- 017.テオ・アルブレヒト （230億ドル  ドイツ アルディ）
- 018.リリアン・ベッテンコート （229億ドル  フランス ロレアル）
- 019.アレクセイ・モルダショフ（英語版） (en)  （212億ドル  ロシア セヴェルスターリ）
- 020.アル・ワリード王子 （210億ドル  サウジアラビア キングダム・ホールディング・カンパニー、シティグループ）